# Dodo
Dodo (znanstveno ime Raphus cucullatus) je bil ptič neletalec iz družine golobov, ki je živel na otoku Mavricij. Odkrili so ga okoli leta 1507 samo na tem otoku v Indijskem oceanu portugalski pomorščaki. Zanesljivo je bil opisan šele leta 1598 in dokončno iztrebljen manj kot 100 let kasneje. Je najpogosteje uporabljan zgled za izumrlo vrsto, verjetno zato, ker je eden prvih ohranjenih opisov izumrtja, ki je bilo poleg tega še neposredna posledica človeške aktivnosti.

## Opis
Izgled doda poznamo samo po ostankih kosti in risbah raziskovalcev, ki so ga videli. Zadnji nagačeni primerek je propadel v Ashmolovem muzeju v Oxfordu konec 18. stoletja, pred tem pa je zgorelo tudi edino ohranjeno popolno okostje. Šele leta 2005 so našli popolnejše ostanke večjega števila ptičev, stare 2000 let, vključno s kostmi mladičev in enega osebka v naravnem položaju.
Iz slik in ostankov vemo, da je bil dodo velik ptič, visok okoli enega metra in težak okoli 23 kilogramov. Pomanjšana ključnica in v primerjavi s telesom drobne peruti so bile prešibke za let. Imel je sivkasto perje, 23 cm dolg kljun s kavljasto konico, čokate rumene noge in šopom belih nakodranih peres visoko na zadku. Običajno si ga predstavljamo kot debelega in nerodnega, vendar ta predstava ni nujno pravilna. Menijo namreč, da so na slikah prenažrti osebki v ujetništvu. Mavricij ima zelo izražena sušna ter deževna obdobja in živali so si konec deževja verjetno naredile zalogo maščevja z zrelimi sadeži, da so lahko preživele sušo. Zapisi iz takratnih časov opisujejo doda kot zelo požrešnega. Ker so imeli v ujetništvu vedno dovolj hrane, je tako povsem možno, da so se hitro prenažrli.
Živeli so v gozdovih, kjer so gnezdili na tleh. Prehranjevali so se z rastlinsko hrano, predvsem s sadeži drevesa Sideroxylon grandiflorum.

## Sistematika in evolucija
Dodo je bližnji sorodnik golobov in grlic. Domnevajo, da so se njegovi predniki odcepili od najbližjega sorodnika konec paleogena, pred približno 23 milijoni let. Glede na to, da je Mavricij vulkanskega izvora, staro šele 10 milijonov let, je verjetno ohranil sposobnost letenja še dolgo po tem.
Doda in njegovega najbližjega sorodnika, rodriškega samotarja Pezophaps solitaria (prav tako izumrl), so dolgo uvrščali v samostojno družino Raphidae, danes pa ju obravnavamo kot poddružino Raphinae znotraj družine golobov (Columbidae).

## Izumrtje
Podobno kot druge živali, ki se dolgo časa razvijajo na odmaknjenih območjih v odsotnosti plenilcev, tudi dodo ni kazal nobenega strahu pred človekom, zaradi česar je bil lahek plen posadkam ladij, ki so na otoku iskale zaloge. Poleg tega so z ladjami na Mavricij prišle tudi druge živali, kot so psi, mačke, podgane, prašiči, in vrsta makakov, ki so plenili dodoje ter njihova gnezda, ljudje pa so krčili gozd, ki je bil njihov habitat.
Natančen datum izumrtja ni znan. Populacija je strmo padala v začetku 17. stoletja in do 50. let 17. stoletja je bil dodo že zelo redek. Zadnji ga je potrjeno opazil nizozemski brodolomec Volkert Evertsz leta 1662. Na podlagi zapisanih opažanj ocenjujejo, da je izumrl nekje med letoma 1669 in 1797, najverjetneje pa okoli leta 1690.

## Kulturne reference
V začetku dodova usoda ni bila deležna posebne pozornosti. Šele z odkritjem prvega popolnega okostja in zapisi Georgea Clarka, ki je učiteljeval na otoku, objavljenimi leta 1865, je zanj slišala širša javnost. Istega leta je izšla tudi knjiga Alica v čudežni deželi pisatelja Lewisa Carrolla, v kateri nastopa dodo kot eden od likov. Od takrat je splošno prepoznaven simbol za izumrlo žival. Upodobljen je tudi na grbu Republike Mavricij.
Ostale bolj znane uporabe doda v popularni kulturi so:
- v romanu Douglasa Adamsa Holistična detektivska agencija Dirka Gentlyja povzroči izumrtje doda poskus naslovnega lika, da bi rešil latimerijo s potovanjem skozi čas
- njihovo izumrtje je komično prikazano v animiranem filmu Ledena doba
- omenjeni so v knjigi Fantastic Beasts and where to find them pisateljice Joanne Rowling z imenom »diricrawl«, ki naj bi lahko izginjali in se ponovno pojavljali kjerkoli, zaradi česar navadni ljudje (t. i. »bunkeljni«) mislijo, da so izumrli.